# Alfredo Foni
Alfredo Foni, född 20 januari 1911 i Udine, död 28 januari 1985 i Lugano, var en italiensk fotbollsspelare.
Foni blev olympisk guldmedaljör i fotboll vid sommarspelen 1936 i Berlin.